# История пророков и царей
«Тарих ар-русул ва-ль-мулук» (араб. تاريخ الرسل والملوك‎ — «История пророков и царей»), «Тарих аль-умам ва-ль-мулук» (تاريخ الأمم والملوك‎ — «История народов и царей») или «Тарих ат-Табари» (تاريخ الطبري‎ — «„История“ ат-Табари») — многотомное историческое сочинение арабского историка персидского происхождения Мухаммада ибн Джарира ат-Табари.
Сохранилась сокращённая редакция его основного произведения, которое посвящено истории Халифата и включает наиболее полные исторические сведения об арабах до 923 года. Содержатся ценные сведения по истории Центральной Азии и Казахстана, в том числе данные об арабском завоевании и исламизации Центральной Азии, сопротивления этому тюркских племён, переселении согдийцев в Семиречье, этнографии и городской культуре тюрков Семиречья.